# Ōtawara

Ōtawara (大田原市 Ōtawara-shi?) este un municipiu din Japonia, prefectura Tochigi.